# Гудиев, Амурхан Хаджумарович
Амурха́н Хаджума́рович Гуди́ев (10 мая 1932, Гизель, Пригородный район — 23 мая 1999, Гизель, Северная Осетия) — советский и российский математик, с 1971 по 1976 год являлся ректором
Северо-Осетинского государственного университета.

## Биография
Родился в селе Гизель Северо-Осетинской АССР в трудовой крестьянской семье. В 1948 году окончил сельскую школу и в том же году стал студентом Северо-Осетинского педагогического института. Здесь он начал научную деятельность, которую продолжил затем в аспирантуре. Его первые результаты относятся к алгебре и теории чисел. Ему удалось получить ряд интересных теорем о числе классов идеалов алгебраических полей.

## Научная деятельность
В конце пятидесятых годов его внимание привлекает одна из областей высшей математики —— функциональный анализ. Решающее значение в его научной судьбе имела встреча с одним из крупнейших представителей анализа академиком С. Л. Соболевым, происшедшая в 1960 году на третьем съезде математиков в Москве. После этой встречи переезжает в Новосибирский Академгородок и окончательно связывает свою научную работу с функциональным анализом и его приложениями.
С 1961 по 1970 г. А. Х. Гудиев работал в Институте математики Сибирского отделения АН СССР в должности сначала младшего, а затем старшего научного сотрудника. Под руководством академика С. Л. Соболева он подготовил кандидатскую диссертацию на тему «Некоторые обобщения теорем вложения для абстрактных функций» и успешно защитил её в 1963 году. Эта работа была одной из первых, где началось углубленное изучение тогда ещё новых пространств со смешанной нормой и абстрактных функций множества. В последующие семь лет А. Х. Гудиев публикует большой цикл работ, в котором, используя тонкие методы теории функций действительной переменной и современного функционального анализа получает фундаментальные результаты о следах дифференцируемых функций, о вложении пространств со смешанной нормой и абстрактных функций множества, о разрешимости краевых задач для дифференциальных уравнений с частными производными. Эти исследования легли в основу докторской диссертации «Теоремы вложения для пространств со смешанной нормой и их приложения к линейным дифференциальным уравнениям второго порядка», которую он успешно защитил в 1970 году.
Научная деятельность А. Х. Гудиева получила широкое признание как в СССР так и за рубежом. Его работы переведены на английский язык, цитируются в научной периодике, включаются в монографии и учебные пособия.

## Педагогическая деятельность
По окончании аспирантуры в 1955 году А. Х. Гудиев начал преподавательскую деятельность в Северо-Осетинском пединституте, где проработал до 1961 года. С 1963 по 1970 работал в Новосибирском университете, вёл семинары и читал спецкурсы по новейшим разделам анализа. В 1970 году А. Х. Гудиев переезжает в город Орджоникидзе СО АССР. С 1971 по 1976 год он — ректор Северо-Осетинского университета. В 1972 году им организована кафедра функционального анализа и дифференциальных уравнений, получившая известность в ведущих центрах страны.
В оригинальных творческих работах А. Х. Гудиева подтвердилась научная гипотеза, выдвинутая видными учёными-математиками академиками С. Л. Соболевым и С. М. Никольским. После этих работ была осознана принципиально важная роль пространств со смешанной нормой в общей теории функциональных пространств и теории дифференциальных уравнений.